# 에가와촌 (후쿠오카현)
에가와촌(江川村)은  1889년 4월 1일부터 1908년 2월 15일까지  후쿠오카현 온가군에 있던 촌이다. 현재의 기타큐슈시 야하타니시구, 와카마쓰구의 일부에 해당한다.